# Charles Camichel
Pour les articles homonymes, voir Camichel.
Charles Camichel, né le 15 septembre 1871 à Montagnac (Hérault) et mort le 27 janvier 1966 à Cap-Daurat, est un physicien français, membre en 1936 de l'Académie des sciences.

## Biographie
Normalien, il enseigne l'électricité industrielle de 1895 à 1900 à la faculté des sciences de Lille et à l'Institut industriel du Nord (École centrale de Lille), succédant à Bernard Brunhes, dans le cadre d'un certificat de physique industrielle.
Camichel, « jeune normalien, qui arrive de Lille où « il avait organisé un cours d'électricité  industrielle qui lui valut les félicitations de Monsieur  Liard » (Sabatier, entretien dans La Dépêche, 22/07/1906) » poursuit son enseignement à la faculté des sciences de l'Université de Toulouse.
Ce cours est à l'origine de la création en 1907 de l'institut d'électro-technique de Toulouse dont il sera le premier directeur. Cet institut se développera et deviendra l'institut de mécanique des fluides de Toulouse de l'ENSEEIHT, une école d'ingénieurs spécialisée disposant aujourd'hui de trois filières, et l'une des plus réputées de France.
Son frère, Paul Camichel (1868-1936), fut un médecin militaire féru d'archéologie qui consigna presque jour après jour, pendant dix ans jusqu’au seuil de la Grande Guerre, ses recherches sur le terrain et ses découvertes. L'archéologue Alain Beyneix a annoté et publié ce journal qui concerne essentiellement les départements du Gard, de l'Hérault, du Tarn et de Lot-et-Garonne.
Son neveu, Henri Camichel (1907-2003), fut astrophysicien et un pionnier de l'Observatoire du Pic du Midi. 

## Hommage
En 1965, la rue qui longe l'École nationale supérieure d'électrotechnique, d'électronique, d'informatique, d'hydraulique et des télécommunications est renommée en son honneur.